# Rochefort-du-Gard
Rochefort-du-Gard är en kommun i departementet Gard i regionen Occitanien i södra Frankrike. Kommunen ligger i kantonen Villeneuve-lès-Avignon som tillhör arrondissementet Nîmes. År 2022 hade Rochefort-du-Gard 8 067 invånare.

## Befolkningsutveckling
Antalet invånare i kommunen Rochefort-du-Gard
Referens:INSEE